# 鐵杵成針
鐵杵成針（日语：ファインニードル），是日本純種競賽馬匹。生涯主要出戰短途賽事，曾於2018年稱霸春秋短途賽，並於同年度獲得最佳短途馬殊榮。

## 出賽前
2013年4月26日出生於北海道日高町Darley Japan牧場，並直接歸屬牧場擁有人，即阿聯酋總理兼副總統、杜拜謝赫穆罕默德·本·拉希德·阿勒馬克圖姆酋長旗下。
其後交由栗東訓練中心練馬師高橋義忠訓練。

## 競賽生涯

### 2歲
2015年9月19日出戰阪神競馬場2歲新馬戰，由藤岡康太策騎，最終以第四名落敗。
其後於10月出戰2歲未勝利戰，獲得第三。於11月再次出戰2歲數未勝利戰，終於獲得首勝。
12月出戰2歲500萬獎金以下條件戰，騎師改爲來日客串的艾兆禮，但以第二落敗。

### 3歲
2016年首戰爲三級賽新山紀念，但於直路上失速以第十大敗。
其後一直出戰條件戰，成績未算穩定，只於5月的3歲500萬獎金以下條件戰及10月的蘆屋川特別獲得勝利。

### 4歲
2017年年初其仍然於條件戰累積獎金，分別於海藍寶石錦標及水無月錦標獲得勝利。
8月20日出戰北九州紀念，爲其於新山紀念後再次挑戰分級賽，但於比賽初段於中團推進下未能在直路進一步加速，最終以第五完賽。
其後出戰人馬錦標，獲得第一人氣。比賽開始後其處於先頭位置追走，並於進入直路趁領放馬失速而進佔領先的位置。最終，其繼續保持速度，成功抵擋後方萊茵星馳及舞蹈總監的追擊，率先衝線獲得首個分級賽冠軍。
10月1日出戰短途馬錦標，雖然於比賽開始後處於先頭位置，但於通過最後彎道前經已有失速跡象，最終於直路繼續失速下以第十二大敗。

### 5歲
2018年首戰爲絲路錦標，時隔多場比賽再次和川田將雅搭檔。比賽開始後，其處於先頭位置，並以良好位置通過最後彎道。進入直路後，其把握身處的有利位置衝出，成功超越前方的同父馬特色星雲，以2馬位優勢奪得冠軍。

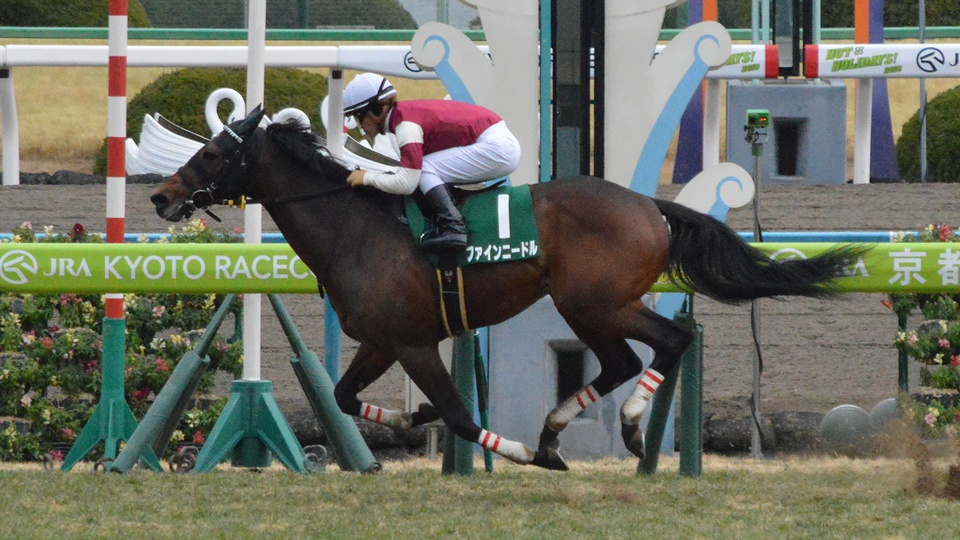
出戰絲路錦標的鐵杵成針

3月17日，由於日本中央競馬會承認由穆罕默德·本·拉希德·阿勒馬克圖姆酋長所創立之賽馬機構高多芬於日本的馬主身份，其所有權由酋長個人名義轉移至高多芬旗下。
其後出戰高松宮紀念，雖然此前贏得前哨戰絲路錦標，但人氣仍然只得第四。比賽開始後，其處於中團位置追走，並以第六的位置通過最後彎道。進入直路後，其於外檔開始發力衝刺，不斷加速之下於終點線奪得領先，最終以鼻位壓過第二的唐吉快跑奪得首個一級賽冠軍。是次比賽的勝利，亦爲馬主高多芬帶來於日本的首個一級賽冠軍。

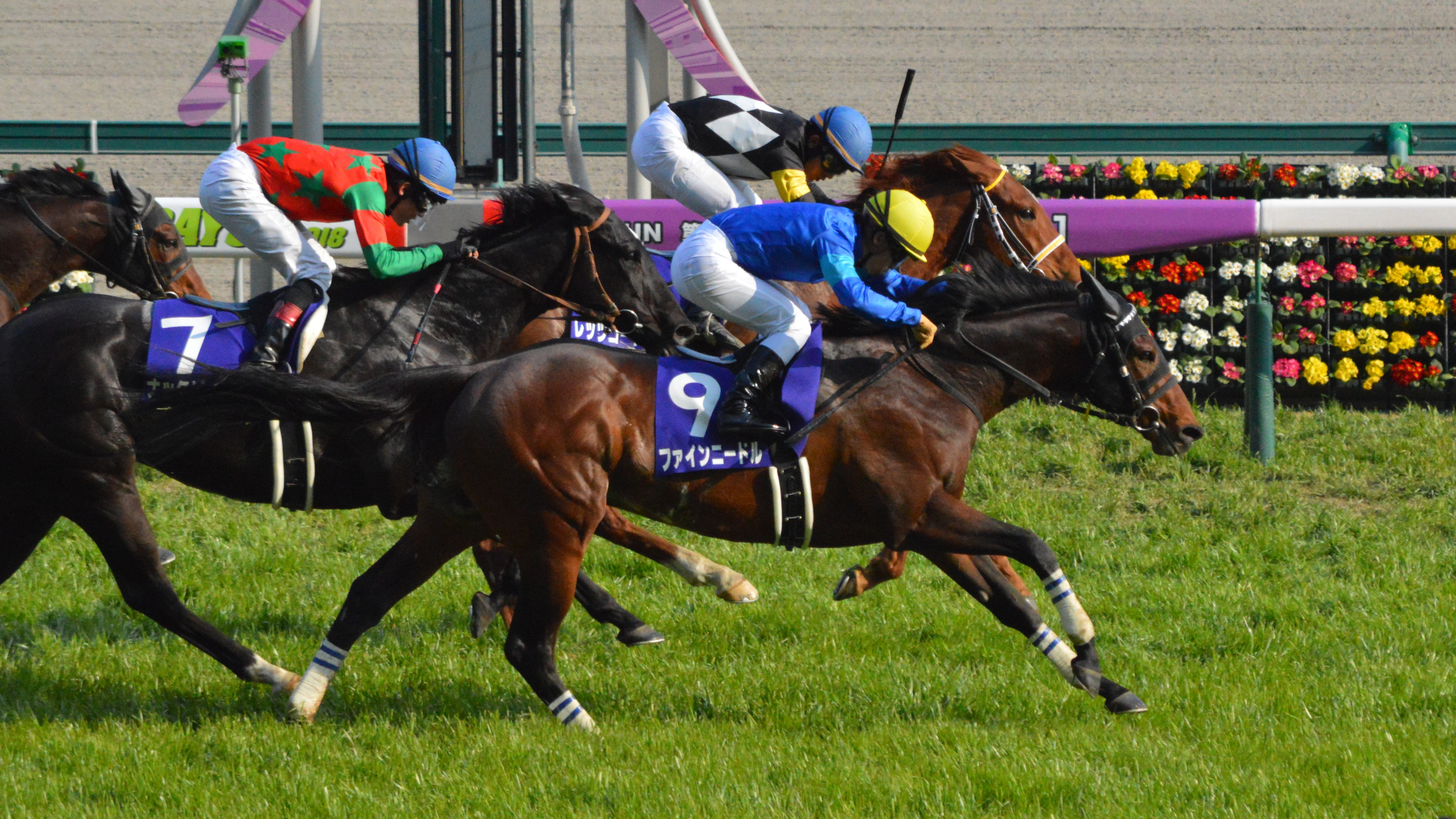
出戰高松宮紀念的鐵杵成針

其後陣營宣佈安排其遠征香港，出戰主席短途獎。但由於本次比賽有天下爲攻、紅衣醒神及爭分奪秒等香港短途強馬，其未能勝過主隊馬下只獲得第四名。
回國後其進入放草，備戰秋季的賽事。
9月9日復出出戰人馬錦標，成功於被標記爲軟地的賽場中脫穎而出，再次奪得冠軍並連霸此賽事。
其後出戰秋季短途王者決定戰短途馬錦標，獲得第一人氣。比賽開始後，其於中團位置推進，並於大約第八的位置通過最後彎道。進入直路後，其復刻高松宮紀念的戰術，於直路上開始發力加速，最終於終點線超越愛情之戰，再次奪得一級賽冠軍。此次勝利，令其成爲計花公園、多樂星、桂冠戰士及龍王後第五匹稱霸春秋短途賽的賽駒。
其後再次遠征香港，出戰12月9日的香港短途錦標，但由於開閘前處於閘內較長時間以影響其狀態，最終以第八名完賽。
年末，由於其於短途賽事出色的表現，於評選中以近乎全票的272票當選最佳短途馬。
其後陣營宣佈安排其退役，並於2019年1月9日取消於日本中央競馬會的賽駒註冊。

### 詳細賽績
| 日期       | 舉辦國家/地區 | 馬場 | 距離   | 級別 | 賽事名稱         | 負重 | 騎師     | 馬號 | 出馬 | 名次 | 時間    | 頭馬（二馬）       |
| ---------- | ------------- | ---- | ------ | ---- | ---------------- | ---- | -------- | ---- | ---- | ---- | ------- | ------------------ |
| 19/9/2015  | 日本          | 阪神 | 草1400 |      | 2歲新馬          | 54   | 藤岡康太 | 5    | 14   | 4    | 1:23.3  | Pure Concert       |
| 11/10/2015 | 日本          | 京都 | 草140  |      | 2歲未勝利        | 55   | 藤岡康太 | 3    | 16   | 3    | 1:22.3  | Vina Eagle         |
| 28/11/2015 | 日本          | 京都 | 草1400 |      | 2歲未勝利        | 55   | 藤岡康太 | 6    | 15   | 1    | 1:21.8  | （Spade Queen）    |
| 20/12/2015 | 日本          | 阪神 | 草1200 |      | 2歲500萬獎金以下 | 55   | 艾兆禮   | 2    | 12   | 2    | 1:09.6  | Sigerunokogirizame |
| 10/1/2016  | 日本          | 京都 | 草1600 | GIII | 新山紀念         | 56   | 霍朗賢   | 11   | 18   | 10   | 1:34.8  | 火之呼喚           |
| 5/3/2016   | 日本          | 阪神 | 草1400 |      | 3歲500萬獎金以下 | 56   | 霍朗賢   | 9    | 9    | 4    | 1:21.6  | Le Grand Frisson   |
| 19/3/2016  | 日本          | 阪神 | 草1400 |      | 3歲500萬獎金以下 | 56   | 川田將雅 | 15   | 16   | 4    | 1:23.0  | Chiaroscuro        |
| 8/5/2016   | 日本          | 京都 | 草1400 |      | 3歲500萬獎金以下 | 56   | 川田將雅 | 4    | 14   | 3    | 1:21.9  | Wave Hero          |
| 22/5/2016  | 日本          | 京都 | 草1200 |      | 3歲500萬獎金以下 | 56   | 濱中俊   | 1    | 16   | 1    | 1:08.6  | （Ofukuhime）      |
| 3/9/2016   | 日本          | 札幌 | 草1200 |      | 札幌體育日本賞   | 55   | 濱中俊   | 1    | 16   | 9    | 1:10.0  | Ittetsu            |
| 1/10/2016  | 日本          | 阪神 | 草1200 |      | 蘆屋川特別       | 55   | 濱中俊   | 9    | 16   | 1    | 1:08.8  | （Great Charter）  |
| 4/12/2016  | 日本          | 中京 | 草1200 |      | 濱松錦標         | 55   | 杜滿萊   | 14   | 18   | 10   | 1:08.5  | 滑雪道             |
| 18/12/2016 | 日本          | 中山 | 草1200 |      | 南總錦標         | 55   | 蛯名正義 | 1    | 16   | 11   | 1:09.3  | Tokai Sense        |
| 23/12/2016 | 日本          | 阪神 | 草1400 |      | 六甲人工島錦標   | 56   | 艾兆禮   | 9    | 18   | 4    | 1:22.4  | Snatch Mind        |
| 5/2/2016   | 日本          | 京都 | 草1200 |      | 山城錦標         | 56   | 濱中俊   | 11   | 14   | 2    | 1:10.3  | Win Mut            |
| 25/2/2017  | 日本          | 中山 | 草1200 |      | 海藍寶石錦標     | 56   | 霍禮義   | 11   | 16   | 1    | 1:08.5  | （Reve Moon）      |
| 7/5/2017   | 日本          | 京都 | 草1200 | OP   | 鞍馬錦標         | 56   | 幸英明   | 3    | 18   | 4    | 1:07.6  | 王心浩瀚           |
| 28/5/2017  | 日本          | 京都 | 草1400 | OP   | 安土城錦標       | 55   | 藤岡康太 | 5    | 16   | 7    | 1:20.4  | 光亮利驥           |
| 17/6/2017  | 日本          | 阪神 | 草1200 |      | 水無月錦標       | 57.5 | 杜滿萊   | 2    | 13   | 1    | 1:07.1  | （Admire Night）   |
| 20/8/2017  | 日本          | 小倉 | 草1200 | GIII | 北九州紀念       | 55   | 杜滿萊   | 8    | 18   | 5    | 1:07.7  | 天麗光輝           |
| 10/9/2017  | 日本          | 阪神 | 草1200 | GII  | 人馬錦標         | 56   | 杜滿萊   | 7    | 14   | 1    | 1:07.5  | （萊茵星馳）       |
| 1/10/2017  | 日本          | 中山 | 草1200 | GI   | 短途馬錦標       | 57   | 內田博幸 | 13   | 16   | 12   | 1:08.3  | 彎刀赤駿           |
| 28/1/2018  | 日本          | 京都 | 草1200 | GIII | 絲路錦標         | 57   | 川田將雅 | 1    | 18   | 1    | 1:08.3  | （特色星雲）       |
| 25/3/2018  | 日本          | 中京 | 草1200 | GI   | 高松宮記念       | 57   | 川田將雅 | 9    | 18   | 1    | 1:08.5  | （唐吉快跑）       |
| 28/4/2018  | 香港          | 沙田 | 草1200 | GI   | 主席短途獎       | 57   | 貝湯美   | 7    | 9    | 4    | 1:09.28 | 天下爲攻           |
| 9/9/2018   | 日本          | 阪神 | 草1200 | GII  | 人馬錦標         | 58   | 川田將雅 | 14   | 15   | 1    | 1:08.8  | （愛情之戰）       |
| 30/9/2018  | 日本          | 中山 | 草1200 | GI   | 短途馬錦標       | 57   | 川田將雅 | 8    | 16   | 1    | 1:08.3  | （愛情之戰）       |
| 9/12/2018  | 香港          | 沙田 | 草1200 | GI   | 香港短途錦標     | 57   | 川田將雅 | 6    | 11   | 8    | 1:09.48 | 紅衣醒神           |

## 退役後
退役後，鐵杵成針成為了配種馬，於北海道日高町Darley Japan Stallion Complex休養，在2019年進行配種。首批子嗣於2020年出生，可於2022年出賽，7月2日已經有中央的賽駒在未勝利戰中取勝。2023年11月4日，Culture Day在夢幻錦標取勝，成為首匹勝出分級賽的子嗣。

### 主要子嗣

#### 分級賽優勝子嗣
2020年生
- 榮進劍豪（絲路錦標）

2021年生
- Culture Day（夢幻錦標）

2022年生
- Abu Qir Bay（葵葉錦標）

2023年生
- A Shin Deed（函館兩歲錦標）

## 血統簡介
父系賞月爲日本賽駒，生涯戰績彪炳，曾勝出一級賽寶塚紀念及日本盃，亦於阿聯酋贏得杜拜免稅店盃。祖父最後橫掃爲美國賽駒，曾贏得當地三級賽，退役後被輸入日本配種，配種成績優異，如子嗣中有曾以勝出秋華賞及寶塚紀念等一級賽的東商變革。
母系Needlecraft爲愛爾蘭出身的法國賽駒，生涯戰績不俗，曾勝出三級賽。外祖父德高望重爲愛爾蘭生產的英國賽駒，生涯戰績極佳，曾勝出二千堅尼錦標及女皇伊利沙伯二世錦標。

### 血統表
| 父線：Forty Niner系（淘金者系）                |                            |               |                 |
| 種馬 賞月 2003年（棗色）                       | 最後橫掃 1991年（棗色）    | Forty Niner   | 淘金者          |
| 種馬 賞月 2003年（棗色）                       | 最後橫掃 1991年（棗色）    | Forty Niner   | File            |
| 種馬 賞月 2003年（棗色）                       | 最後橫掃 1991年（棗色）    | Broom Dance   | Dance Speel     |
| 種馬 賞月 2003年（棗色）                       | 最後橫掃 1991年（棗色）    | Broom Dance   | Witching Hour   |
| 種馬 賞月 2003年（棗色）                       | My Katies 1998年（深棗色） | 週日寧靜      | Halo            |
| 種馬 賞月 2003年（棗色）                       | My Katies 1998年（深棗色） | 週日寧靜      | Wishing Well    |
| 種馬 賞月 2003年（棗色）                       | My Katies 1998年（深棗色） | Katies First  | Kris            |
| 種馬 賞月 2003年（棗色）                       | My Katies 1998年（深棗色） | Katies First  | Katies          |
| 繁殖雌馬 Needle Craft                          | 德高望重 1993年（棗色）    | Darshaan      | Shirley Heights |
| 繁殖雌馬 Needle Craft                          | 德高望重 1993年（棗色）    | Darshaan      | Delsy           |
| 繁殖雌馬 Needle Craft                          | 德高望重 1993年（棗色）    | Homage        | Ajbal           |
| 繁殖雌馬 Needle Craft                          | 德高望重 1993年（棗色）    | Homage        | Home Love       |
| 繁殖雌馬 Needle Craft                          | Sharp Point 1992年（栗色） | Royal Academy | 尼真斯基        |
| 繁殖雌馬 Needle Craft                          | Sharp Point 1992年（栗色） | Royal Academy | Crimson Saint   |
| 繁殖雌馬 Needle Craft                          | Sharp Point 1992年（栗色） | Nice Point    | Sharpen Up      |
| 繁殖雌馬 Needle Craft                          | Sharp Point 1992年（栗色） | Nice Point    | Alpine Niece    |
| 雌系：號族：10-c                               |                            |               |                 |
| 五代內近親交配：Sharpen Up 5×4、北地舞人 5×5×5 |                            |               |                 |

## 命名由來
名字中，Fine（ファイン）意思為幼細，Needle（ニードル）則是針，繼承自母系Needlecraft的名字，兩者結合實為「細針」。香港則採取兩者結合的意思，以南宋祝穆編寫的《方輿勝覽》中「鐵杵成針」的故事作為翻譯。

## 外部連結
- 鐵杵成針 netkeiba.com （页面存档备份，存于）
- 血統表 （页面存档备份，存于）